# Cine Cisne
Cine Cisne é um complexo de salas de cinema localizado na cidade brasileira de Santo Ângelo, no estado do Rio Grande do Sul. É administrado pela Empresa Cine Missioneira Ltda., pertencente ao empresário Flavio Panzenhagen.
O complexo possui três salas de exibição, sendo que a sala 1 tem capacidade para 140 pessoas e as salas 2 e 3 acomodam 130 pessoas. O local também possui uma cafeteria, inaugurada em maio de 2005, onde são feitos desde cafés mais típicos, como expressos e cappuccinos, até cafés mais elaborados.

## História
O cinema foi inaugurado em 22 de março de 1958, dia em que a cidade completou seu aniversário de 85 anos. O amplo saguão, juntamente com as salas 2 e 3 é onde ficava a única sala que o Cisne possuía desde a sua inauguração até ser reformado ao longo dos anos. A capacidade inicial do Cisne foi de 1.500 lugares, tendo 900 poltronas no 1º piso e outras 600 no mezanino. Posteriormente, a capacidade foi reduzida para 600 pessoas, o que perdurou até o ano de 2012. 
Em abril de 2012, um relevante investimento foi feito na implantação da tecnologia para exibição de filmes 3D, com a instalação de um projetor de imagem digital em 3D, um novo sistema de áudio e mudanças na infraestrutura da sala. Com isso, a capacidade foi alterada para 300 lugares, a fim de melhorar o conforto.

## Salas

### Sala 1: Mini Cisne
No dia 22 de março de 2009, foi inaugurada a primeira sala, oficialmente denominada Sala Hélio Carlos Panzenhagem, mais conhecida como Mini-Cisne. A sala possuía 145 poltronas estofadas, equipadas com porta-copos. O ambiente era climatizado e contava com áudio 5.1, com uma tela de 21 metros quadrados. Além disso, havia dois camarotes. Em abril de 2012, um relevante investimento foi feito com a instalação de um projetor de imagem digital em 3D, um novo sistema de áudio e mudanças na infraestrutura da sala.

### Salas 2 e 3
No dia 22 de março de 2016 foram inauguradas a segunda e terceira salas, no lugar da antiga sala do Cisne. As modernas salas possuíam 130 poltronas estofadas cada, equipadas com porta-copos. O ambiente era climatizado e contava com áudio 7.1 e projetor 3D.

## Encerramento temporário
Em 18 de dezembro de 2020, foi anunciado o encerramento das atividades do Cine Cisne. O anúncio foi feito pelo proprietário da empresa que administra o cinema, Flavio Panzenhagen. Desde o dia 18 de março de 2020, o cinema estava com suas atividades suspensas por conta da pandemia de COVID-19.

## Retomada das atividades
No dia 19 de março de 2022 o cinema retomou o funcionamento das atividades. A reabertura marcou, também, as comemorações dos 64 anos de fundação do cinema, que comemora aniversário dia 22 de março, mesmo dia do município de Santo Ângelo.